# Pseudechiniscus titianae
Espèce
Pseudechiniscus titianae est une espèce de tardigrades de la famille des Echiniscidae. 

## Publication originale
- Vecchi, Cesari, Bertolani, Jönsson, Rebecchi & Guidetti, 2016 : Integrative systematic studies on tardigrades from Antarctica identify new genera and new species within Macrobiotoidea and Echiniscoidea. Invertebrate Systematics, vol. 30, no 4, p. 303-322.